# Jan Schlaudraff
Jan Schlaudraff (* 18. Juli 1983 in Waldbröl) ist ein ehemaliger deutscher Fußballspieler und heutiger Funktionär. Seit Anfang des Jahres 2022 ist er der Geschäftsführer Sport des österreichischen Zweitligisten SKN St. Pölten.

## Karriere

### Vereine

#### Jugend
Schlaudraff, als Sohn eines Pfarrers und einer Lehrerin zunächst in Eichelhardt (Westerwald) aufgewachsen, zog mit den Eltern nach Wissen und anschließend nach Bingen am Rhein. In Wissen begann er im April 1989 bei der örtlichen JSG Wissen mit dem Fußballspielen – bis zu seinem zehnten Lebensjahr. Anschließend spielte er am neuen Wohnort für Hassia Bingen.

#### Borussia Mönchengladbach
Mit 19 Jahren erhielt er zur Saison 2002/03 einen Lizenzspielervertrag beim Bundesligisten Borussia Mönchengladbach, für den er in seiner ersten Profi-Saison vier Bundesligaspiele bestritt. Sein Debüt gab er am 19. Februar 2003 (19. Spieltag) – in der 89. Minute für Lawrence Aidoo eingewechselt – beim 2:0-Sieg im Heimspiel gegen den VfL Wolfsburg. 2003/04 kam er verletzungsbedingt zu keinem einzigen Einsatz. Darüber hinaus litt er an einer seltenen Virusinfektion, infolge derer sich eine Arthritis einstellte. Nach langer, aber erfolgreicher Behandlung absolvierte er in der Saison 2004/05 sein Comeback, jedoch gelang ihm noch nicht der endgültige Durchbruch. Insgesamt bestritt Schlaudraff bis 31. Dezember 2004 zehn Partien für die Borussia.

#### Alemannia Aachen
Im Januar 2005 wechselte der dreimalige U-21-Nationalspieler zunächst auf Leihbasis zum Zweitligisten Alemannia Aachen, für den er am 24. Januar (18. Spieltag) bei der 0:1-Auswärtsniederlage gegen Eintracht Frankfurt erstmals eingesetzt wurde. In den 17 Rückrundenspielen kam er 15-mal zum Einsatz. In der Saison 2005/06 entwickelte er sich zum Führungsspieler, kam auf 29 Spiele (11 Tore), wurde fest an Alemannia Aachen gebunden und stieg in die Bundesliga auf. Nach 28 Spielen und acht Toren war er erfolgreichster Torschütze seines Vereins, stieg aber mit der Alemannia am Ende der Saison wieder in die 2. Bundesliga ab. Am 20. Dezember 2006 besiegelte er mit seinem Tor zum 4:2 das Ausscheiden des FC Bayern München im Achtelfinale des DFB-Pokals. In der Rückserie, als sein Wechsel zum FC Bayern München zur kommenden Saison bereits feststand, war er mehrfach von Trainer Michael Frontzeck nicht berücksichtigt worden.

#### FC Bayern München
Anfang 2007 verpflichtete ihn der FC Bayern München für eine festgeschriebene Ablösesumme von 1,2 Millionen Euro. Ein Angebot von Werder Bremen hatte er zuvor abgelehnt. Sein Einstand wurde durch eine Rückenverletzung erschwert, die eine Operation erforderlich machte. Für die erste Mannschaft bestritt er lediglich acht Bundesliga-, für die zweite Mannschaft fünf Regionalliga-Spiele. Da Schlaudraff sich nicht gegen Luca Toni, Miroslav Klose und Lukas Podolski durchzusetzen vermochte, verlief für ihn die Saison nicht besonders erfolgreich. Dennoch bekundeten verschiedene Bundesligavereine Interesse an seiner Verpflichtung. Hannover 96 verpflichtete Schlaudraff, der die Münchener auf eigenen Wunsch verlassen wollte, für eine Ablösesumme von geschätzten 2,5 Millionen Euro.

#### Hannover 96

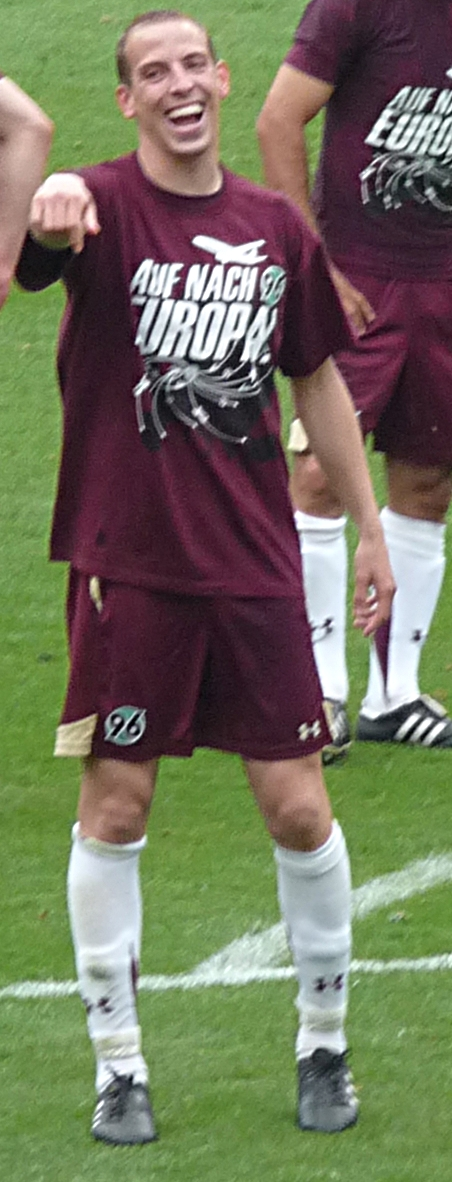
Jan Schlaudraff feiert die erfolgreichste Saison von Hannover 96

Am 22. April 2008 unterzeichnete Schlaudraff einen bis zum 30. Juni 2012 datierten Vertrag bei Hannover 96, der zur Saison 2008/09 in Kraft trat. Sein erstes Pflichtspiel absolvierte er am 9. August 2008 im DFB-Pokal gegen den Halleschen FC, wobei er mit dem Treffer zum 1:0 beim 5:0-Sieg der Hannoveraner ein Tor beisteuerte. In der Liga musste er bis zum 4. Spieltag warten, ehe er traf. Beim 5:1-Sieg im Heimspiel gegen Borussia Mönchengladbach erzielte Schlaudraff zwei Tore. Insgesamt erzielte er in seinem ersten Jahr sieben Tore in 32 Begegnungen. In der Saison 2009/10 kam er lediglich in zehn Spielen für die erste und in zwei Spielen für die zweite Mannschaft zum Einsatz.
Im Sommer 2010 wurde er, für Außenstehende überraschend, erstmals in den Mannschaftsrat gewählt. Zu Beginn der Spielzeit 2010/11 legte ihm Trainer Mirko Slomka nahe, sich einem anderen Verein anzuschließen. Bis zum Ende der Transferperiode wechselte er jedoch nicht und ließ verlauten, dass er seinen Vertrag erfüllen wolle. „96“-Präsident Martin Kind kündigte daraufhin an, dass Schlaudraff kein Spiel mehr für Hannover 96 absolvieren werde. Doch am 8. Spieltag wurde Schlaudraff gegen seinen Ex-Klub Bayern München in der 78. Minute für Moritz Stoppelkamp eingewechselt. Im weiteren Verlauf der Spielzeit wurde er zu einem der Leistungsträger im Team, vor allem wenn er als hängende Spitze agierte. Im Februar 2011 erklärte Martin Kind, dass Schlaudraff für die „96“-er unverzichtbar sei. Am Ende der Saison 2010/11, mit Platz 4 die beste Platzierung der Vereinsgeschichte, hatte Schlaudraff in 21 Einsätzen vier Tore selbst erzielt und sechs weitere vorbereitet.
Im ersten europäischen Pflichtspiel Hannovers nach 19 Jahren erzielte Schlaudraff (am 18. August 2011) die beiden Treffer, die zum Sieg gegen den favorisierten FC Sevilla führten und Hannovers erstmalige Qualifikation für die Europa League bzw. den früheren UEFA-Pokal ermöglichten. Im Dezember 2011 verlängerte Schlaudraff seinen Vertrag bei Hannover 96 vorzeitig um drei Jahre bis zum 30. Juni 2015. Am 16. Februar erzielte er im Hinspiel der Europa-League-Zwischenrunde im Spiel gegen den FC Brügge durch einen gelupften Elfmeter den Siegtreffer zum 2:1. In diesem Spiel trug er nach Auswechselung von Steven Cherundolo erstmals die Kapitänsbinde von Hannover 96. Der zum Ende der Saison 2014/15 auslaufende Vertrag wurde nicht verlängert. Daraufhin beendete er seine aktive Fußballerkarriere im Alter von 31 Jahren.

### Nationalmannschaft
Am 21. August 2002 gab Schlaudraff sein Debüt in der U-20-Nationalmannschaft; das Spiel in der Schweiz ging mit 1:3 verloren. Es folgten Spiele gegen die Slowakei (am 18. September; 2:2), England (am 3. Oktober; 1:2) und 2003 wiederum England (am 6. Februar; 1:2), Italien (am 19. März; 3:4) und zuletzt gegen Spanien (am 23. April; 0:2). Für die U-21-Nationalmannschaft wurde er 2004 dreimal berufen, wobei er sein Debüt am 17. August in Celle beim 2:0-Sieg über Litauen gab. Es folgte am 7. September in Dessau das 5:3 über Serbien und Montenegro und am 12. Oktober in Düsseldorf das 2:0 über Österreich.
Nach guten Leistungen zu Beginn der Saison 2006/07 wurde Schlaudraff am 29. September 2006 von Bundestrainer Joachim Löw erstmals in den Kader der A-Nationalmannschaft für das Test-Länderspiel gegen Georgien und das Qualifikationsspiel zur Europameisterschaft 2008 gegen die Slowakei berufen. Im Spiel gegen Georgien am 7. Oktober 2006 gab er seinen Einstand im Nationaltrikot, als er in der 76. Minute für den damaligen Wolfsburger Mike Hanke eingewechselt wurde. Insgesamt lief er dreimal in der A-Nationalmannschaft auf.

## Karriere als Funktionär
Nach dem Ende seiner aktiven Karriere legte Schlaudraff die Prüfung für die Trainer-B-Lizenz ab und absolvierte ab Juli 2016 ein Praktikum beim 1. FC Köln. Ab August 2016 war er im Bereich Beratung, Scouting und Betreuung bei der Kölner Beratungsagentur SportsTotal tätig. Im April 2019 wurde er bei Hannover 96 „Assistent der sportlichen Leitung“.
Vor der Saison 2019/20 wurde er als Nachfolger von Horst Heldt zum Sportdirektor befördert. Bereits in der folgenden Winterpause wurde Schlaudraff als Sportdirektor aufgrund von „unterschiedlichen Auffassungen über die zentralen Entscheidungen für die Zukunft von Hannover 96“ beim Tabellendreizehnten freigestellt.
Inzwischen fungierte Schlaudraff seit Januar 2022 als Sportdirektor beim SKN St. Pölten, dem Partnerverein des VfL Wolfsburg. Im Oktober 2023 installierte er sich selbst als Interimstrainer beim SKN. Bis zur Winterpause stand er in sechs Spielen an der Seitenlinie und holte mit dem SKN vier Siege bei je einem Remis und Niederlage. In der Winterpause wurde er dann von Philipp Semlic abgelöst und wurde wieder rein Geschäftsführer.

## Erfolge
- Ligapokal-Sieger 2007
- Deutscher Meister 2008
- DFB-Pokal-Sieger 2008

## Auszeichnungen
Im September 2006 wurde Schlaudraff zum Fußballer des Monats gewählt. Außerdem wurde sein am 18. November 2006 erzieltes Tor zum 2:1 im Spiel Aachen gegen Bremen, als er erst drei Bremer Verteidiger ausspielte und anschließend den Ball von Höhe der Strafraumgrenze über den Torwart lupfte, als Tor des Monats November 2006 ausgezeichnet. Sein Tor gegen den Hamburger SV wurde 2011 zunächst zum Tor des Monats November, schließlich zum „Tor der Saison 2011/12“ gewählt.
Im März 2012 wurde Jan Schlaudraff zu Niedersachsens Fußballer des Jahres gewählt.

## Sonstiges
Schlaudraff nahm 2007 zusammen mit dem Sänger und Liedermacher Reinhard Mey die Ballade „Drei Jahre und ein Tag“ auf, die auf dessen Album Bunter Hund zu hören ist.
Er ist auf dem Cover der deutschen Version des Videospiels Pro Evolution Soccer 2008 neben Cristiano Ronaldo abgebildet.